# 蒙舍尼
蒙舍尼（法語：Montchenu，法語發音：[mɔ̃ʃəny]）是法国德龙省的一个市镇，位于该省北部，属于瓦朗斯区。

## 地理
蒙舍尼（45°11'44"N, 5°1'55"E）面积16.15 平方千米，位于法国奥弗涅-罗讷-阿尔卑斯大区德龙省，该省份为法国东南部内陆省份，北起顺时针与伊泽尔省、上阿尔卑斯省、上普罗旺斯阿尔卑斯省、沃克吕兹省和阿尔代什省接壤。
与蒙舍尼接壤的市镇（或旧市镇、城区）包括：巴泰尔奈、埃尔巴斯河畔沙尔姆、克雷波勒、圣克里斯托夫和勒拉里斯、泰尔萨讷。

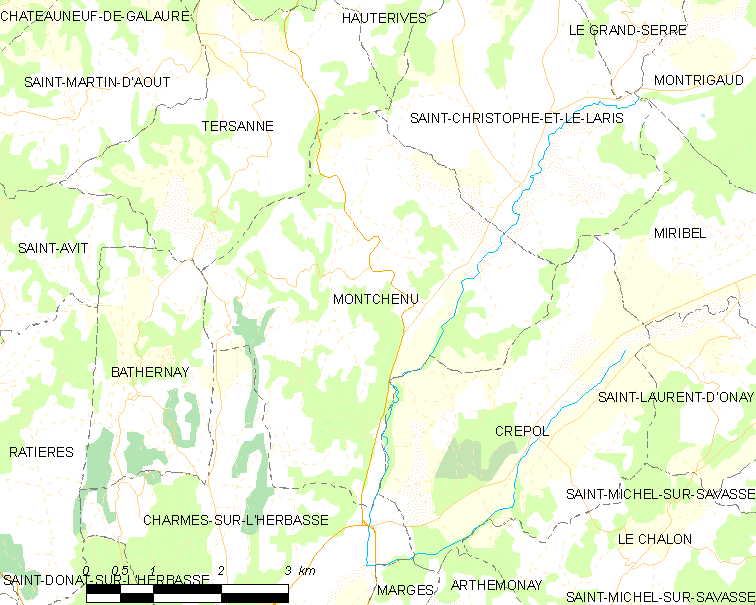
蒙舍尼的OSM定位图

蒙舍尼的时区为UTC+01:00、UTC+02:00（夏令时）。

## 行政
蒙舍尼的邮政编码为26350，INSEE市镇编码为26194。

## 政治
蒙舍尼所属的省级选区为丘陵德龙县。

## 人口

1962-2008年间蒙舍尼人口变化图示

蒙舍尼于2022年1月1日时的人口数量为600人。